# Jezioro Lubocześnickie
Jezioro Lubocześnickie (in. Lubocześnica) – jezioro morenowe w woj. wielkopolskim, w powiecie szamotulskim, w gminie Pniewy, we wsi Lubocześnica, leżące na terenie Pojezierza Poznańskiego.

## Charakterystyka
Z jeziora wypływa rzeka Oszczenica, która uchodzi do Warty w okolicach Bucharzewa pod Sierakowem.